# Pithecia cazuzai
Pithecia cazuzai (лат.) — вид приматов из семейства саковых.

## Систематика
Этот вид был описан в 2014 году приматологом Лаурой Марш вместе с четырьмя другими видами саки по результатам морфологического анализа имеющихся в распоряжении учёных образцов этих приматов. Результаты были опубликованы в журнале «Neotropical Primates». Видовое название в честь бразильского приматолога Жозе Казуза.

## Описание
Шерсть самцов чёрная, при этом волоски на конце белые. Ладони и ступни белые. Кожа на морде чёрная. Окрас самок схож с окрасом самцов, кроме того, у самок на запястьях шерсть с коричневым отливом. Длина тела от 35 до 60 см, длина хвоста от 30 до 49 см. Самцы крупнее самок.

## Распространение
Эндемик Бразилии, где встречается только в северных районах к югу от реки Солимойнс на обоих берегах реки Журуа.